# Melisses
I Melisses (Μέλισσες, stilizzato "ΜΕΛΙSSES") sono un gruppo pop rock greco formatosi nel 2008.

## Storia del gruppo
I Melisses divennero noti nel 2009 grazie al loro singolo Kryfa (Κρυφά). Parteciparono alla finale greca dell'Eurovision Song Contest 2010 con la canzone Kinezos (Κινέζος). Anche se non vinsero la loro canzone divenne una hit. Successivamente rilasciarono il loro album di debutto Mystiko (Μυστικό), che includeva Kryfa, Kinezos e altre 11 canzoni.
Nell'estate del 2011 pubblicarono Krata ta matia sou klista (Κράτα τα μάτια σου κλειστά), il primo singolo del loro secondo album Akou (Άκου).

## Discografia

### Album
- 2010: Mystiko (Μυστικό)
- 2012: Akou (Άκου)
- 2013: I Moni Epilogi (Η μόνη επιλογή)

### Singoli
- 2009: Kryfa (Κρυφά)
- 2010: Kinezos (Κινέζος)
- 2010: Epikindina Filia (Επικίνδυνα Φιλιά)
- 2010: Mystiko (Μυστικό)
- 2010: Lonely Hearts
- 2012: Krata Ta Matia Sou Klista (Κράτα τα ματια σου κλειστά) (con Ivi Adamou)
- 2012: San Skia (Σαν σκιά)
- 2012: O,ti Afines Miso (Ό,τι άφηνες μισό)
- 2012: Piki Piki (Πίκι πίκι)
- 2012: More Than That
- 2012: Se Thimamai feat. DUOMO
- 2013: Eleges (Έλεγες)
- 2013: I Moni Epilogi (Η μόνη επιλογή)
- 2014: Ena (Ένα)
- 2014: Oi Symmathites (Οι Συμμαθητές)
- 2015: Oi Gamproi tis Eftyxias (Οι Γαμπροί της Ευτυχίας)
- 2015: Den me Noiazei (Δεν με Νοιάζει)
- 2015: Den mporoume na 'maste mazi (Δεν μπορούμε να 'μαστε μαζι)
- 2016: Pio dynata (Πιο δυνατά)